# Francesco D'Afflitto
Francesco D'Afflitto (falecido no dia 11 de outubro de 1593) foi um prelado católico romano que serviu como bispo de Scala (1583–1593).

## Biografia
No dia 27 de junho de 1583, Francesco D'Afflitto foi nomeado Bispo de Scala durante o papado de Gregório XIII. A 13 de novembro de 1583, foi consagrado bispo por Giulio Rossino, arcebispo de Amalfi, com Giovanni Bernardino Grandopoli, bispo de Lettere-Gragnano, e Giovanni Agostino Campanile, bispo de Minori, servindo como co-consagradores. Serviu como Bispo de Scala até à sua morte no dia 11 de outubro de 1593.